# Киннунен, Йорма
Йорма Вильхо Паавали Киннунен (фин. Jorma Vilho Paavali Kinnunen; 15 декабря 1941 — 25 июля 2019) — финский легкоатлет, призёр Олимпийских игр.
Йорма Киннунен родился в 1941 году в Пихтипудасе. В 1964 году на Олимпийских играх в Токио стал 6-м в метании копья. В 1968 году принял участие в Олимпийских играх в Мехико, где завоевал серебряную медаль. В 1972 году участвовал в Олимпийских играх в Мюнхене, где опять стал 6-м в метании копья.
Его сын — Киммо Киннунен, чемпион мира по метанию копья.